# Märta Beata Bång
Märta Beata Bång, född 1718, död 23 mars 1769, var en svensk poet och översättare.
Märta Bång var dotter till Olof Bång, handelsman och hovleverantör i Stockholm, och syster till Jonas, Eric och Magdalena Greta Bång. Hon författade en dikt med anledning av sin systers bröllop med auditören Johan Sundell i januari 1734, liksom sina bröder och sin släkting Märta Trundman.
Bång har varit föremål för en mer ingående analys i Ann Öhrbergs verk Vittra fruntimmer. Hon identifieras av Öhrberg som en av Sveriges första kvinnliga översättare av skönlitteratur. Hon översatte år 1746 den franska romanen Hypoliti grewfens af Duglas historia av Marie-Catherine Aulnoy. Romanen översattes av en "mlle B***", som av L. Bygdén i hans lexikon över svenska pseudonymer identifieras som "mlle Bång", även om inget förnamn nämns. 